# Алмейда, Франк де
Франк Калдейра де Алмейда — бразильский бегун на длинные дистанции, который специализируется в марафоне. Победитель Панамериканских игр 2007 года. На олимпийских играх 2012 года 13-е место с результатом 2:13.35.
На Миланском марафоне 2012 года занял 6-е место с личным рекордом — 2:12.03. На чемпионате мира по полумарафону 2009 года занял 79-е место с результатом 1:07.44.
Личный рекорд в полумарафоне — 1:02.29.